# Réservoir de Krementchouk
Le réservoir de Krementchouk (en ukrainien : Кременчуцьке водосховище, Krementchouts'ke Vodoskhovychtche) est un lac artificiel sur le cours du Dniepr, en Ukraine.  

## Géographie
Le réservoir couvre une superficie totale de 2 250 km2 dans les oblasts de Poltava, Tcherkassy et Kirovohrad, dans le centre de l'Ukraine. Le réservoir a été créé en 1959, lors de la construction de la centrale hydroélectrique de Krementchouk, dont le barrage a une dizaine de kilomètres de longueur et se trouve à 12 km à l'ouest de la ville de Krementchouk.
Le réservoir est long de 149 km et large de 28 km. Sa profondeur moyenne est de six mètres. Le volume total d'eau du réservoir de Krementchouk est de 13,5 km3. Il est principalement utilisé pour la production d'électricité, l'irrigation, la lutte contre les inondations, la pêche et le transport fluvial. Les principaux ports situés sur le réservoir sont Tcherkassy et Svitlovodsk.

## Affluents
Se jettent dans le réservoir :
- en rive gauche : la rivière Tiasmyn ;
- en rive droite : la rivière Soula, cette dernière en formant un delta avec de nombreuses îles.